# Silver Knife
Tosawi (1860-1875) o, com l'anomeraren els blancs, Silver Knife ("ganivet d'argent" en anglès), fou cap dels comanxes penateka. El desembre del 1868 es va rendir als blancs a Fort Cobb, i fou rebut per Ulisses S. Grant el 27 de juny del 1872, però tot i així fou atacat per Ronald Mckenzie Mangoheute (Tres Dits).